# Jüdische Gemeinde Annopol
Die Jüdische Gemeinde in Annopol, einer polnischen Stadt im Powiat Kraśnicki in der Woiwodschaft Lublin, wurde im 18. Jahrhundert begründet und von den deutschen Besatzern während des Holocausts zerstört.

## Geschichte

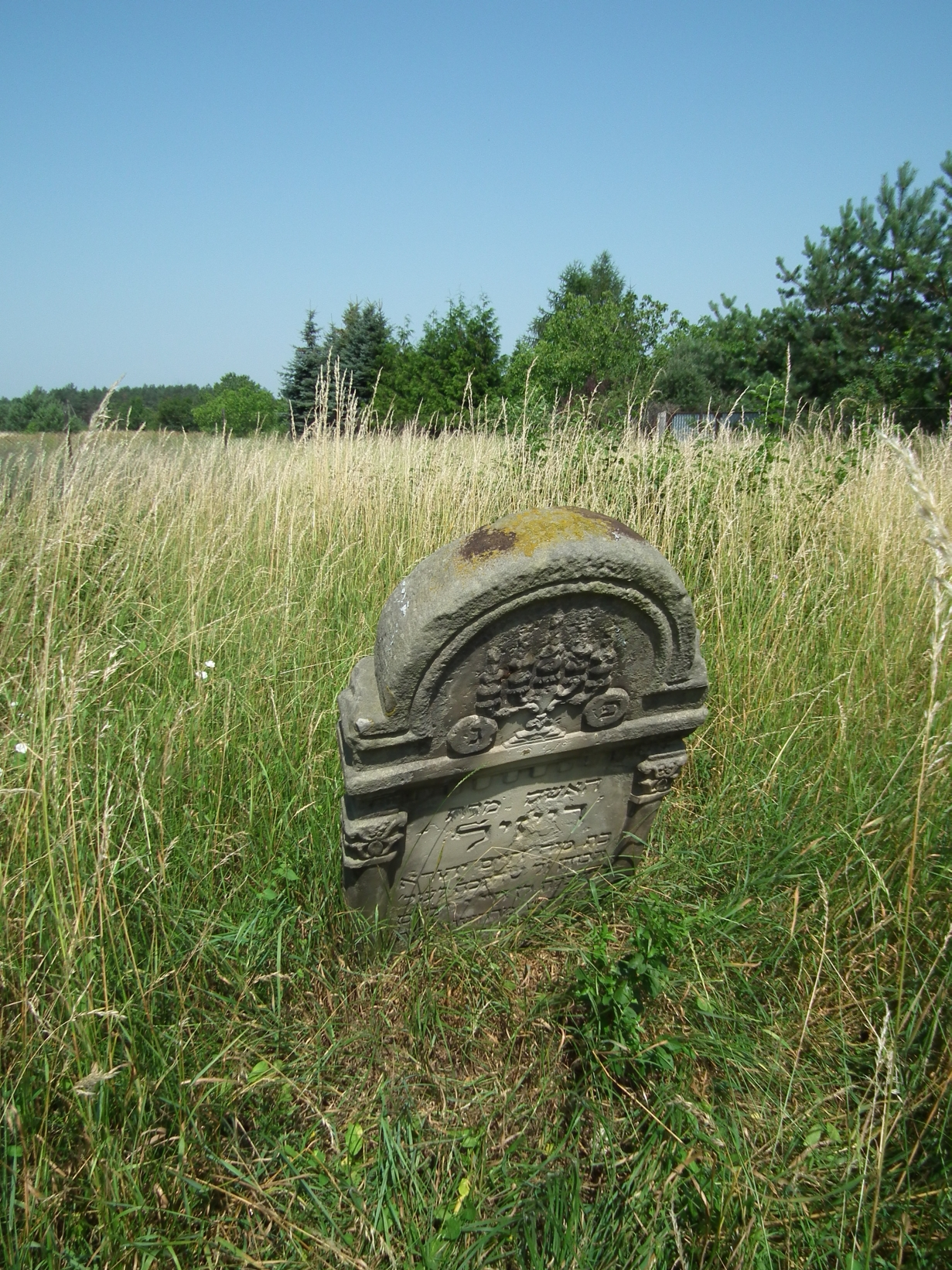
Neuer jüdischer Friedhof in Annopol

Juden sind in Annopol erstmals im 18. Jahrhundert schriftlich belegt. Laut einem Zensus aus dem Jahre 1787 wohnten im Ort 106 Juden, was 44 % der Gesamtbevölkerung entsprach. Die Juden in Annopol waren überwiegend Getreide- und Viehhändler, Hersteller alkoholischer Getränke, Pächter von Gasthöfen sowie Handwerker und Geldverleiher.
Nordwestlich des Marktes gab es einen Platz mit einer Synagoge, neben der sich der jüdische Friedhof befand. Im 19. Jahrhundert gab es bereits zwei Synagogen und Ende des 19. Jahrhunderts wurde der Neue Friedhof außerhalb der Stadt angelegt.
Als Rabbiner waren nacheinander Nachman Rubinstein (1828–1878), Elimelech Rubinstein (1878–1923) und Nachman Baruch Rubinstein tätig. Im 19. Jahrhundert dominierten die Juden das wirtschaftliche und soziale Leben der Stadt. Viele jüdische Handwerker waren in der Stadt tätig, es gab auch viele jüdische Geschäfte und Handelsbetriebe. Das jüdische Krankenhaus wurde von den reichsten jüdischen Bürgern gegründet und finanziert.
Mitte des 19. Jahrhunderts wurde durch die Behörden den Juden verboten, traditionelle Kleidung sowie Schläfenlocken und Bärte zu tragen. Die jüdischen Schulen und das jüdische Krankenhaus wurden geschlossen. Aufgrund der schlechten wirtschaftlichen Entwicklung setzte Ende des 19. Jahrhunderts eine Welle der Migration der jüdischen Bevölkerung aus Annopol in größere Städte oder nach Übersee ein.
Als Folge des Ersten Weltkrieges wuchs die Zahl der Gemeindemitglieder rasant an, sodass die Juden 1921 schon 73 % der Gesamtbevölkerung ausmachten. Die Juden arbeiteten vor allem als Handwerker (42 %) oder als Händler (37 %). 1931 wohnten in Annopol 1388 Juden. Der jüdische Bevölkerungsanteil betrug in den 1930er Jahren 68,5 %.

### Zeit des Nationalsozialismus
Während des Zweiten Weltkrieges richteten die deutschen Besatzer in den nahegelegenen Orten Rachów und Janiszów ein Arbeitslager für Juden ein. Im Frühling 1940 wurde in Annopol ein Ghetto mit circa 2000 Juden eingerichtet, in dem sich auch Juden aus Kalisz und Łódź befanden. Die Liquidierung des Ghettos begann am 15. Oktober 1943: Nach der ersten Selektion wurden etwa 400 Menschen in die Arbeitslager in Gościeradów und Janiszów deportiert. Die Älteren und die Kranken wurden auf der Stelle ermordet, die übrigen Bewohner des Ghettos wurden ins Ghetto nach Kraśnik gebracht, aus dem sie im November ins Vernichtungslager Belzec deportiert wurden. Während der deutschen Besatzung wurden die beiden Synagogen in Annopol von den Deutschen zerstört und die jüdischen Friedhöfe verwüstet.